# Boundary Islet
Boundary Islet är en ö i Australien. Den ligger på gränsen mellan delstaterna Victoria och Tasmanien, omkring 240 kilometer sydost om Victorias huvudstad Melbourne.
Genomsnittlig årsnederbörd är 812 millimeter. Den regnigaste månaden är juni, med i genomsnitt 91 mm nederbörd, och den torraste är januari, med 35 mm nederbörd.